# Momiplateau

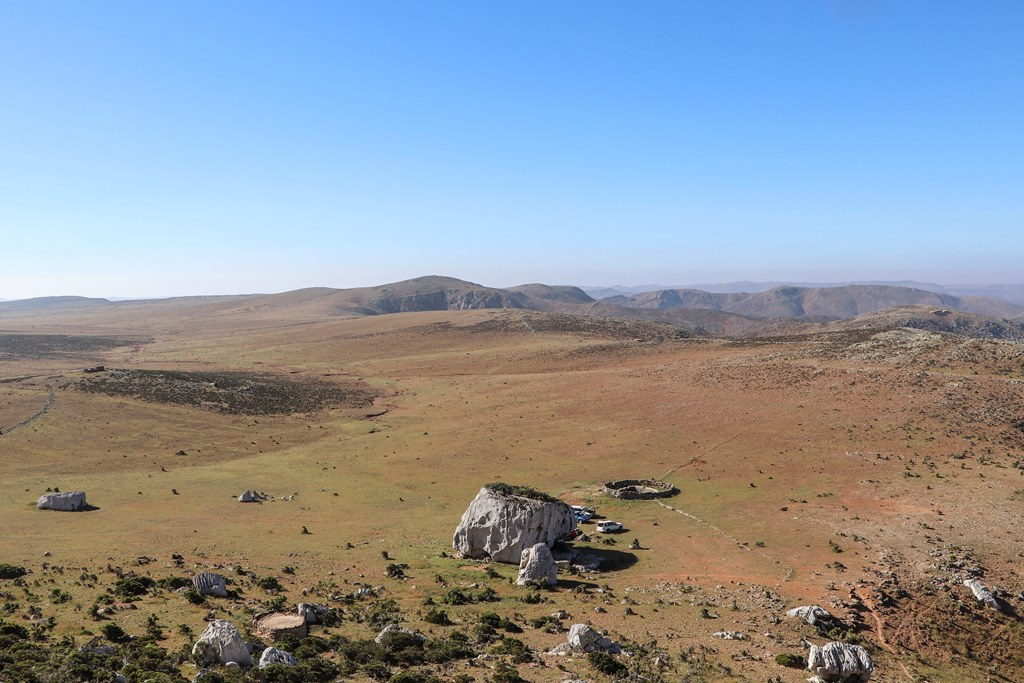
Het Momiplateau met kalksteenrotsen en op de achtergrond een regenwaterput

Het Momiplateau is een plateau in het oosten van het Jemenitische eiland Socotra. Het bestaat uit kalksteenrotsen afgewisseld met bossages en met graslanden (zoals Panicum atrosanguineum) bedekte vlaktes, die worden begraasd door schapen, geiten en ander vee van lokale bedoïenen in transhumance. 
Het is een gebied met veel endemische soorten. Het gebied staat bekend om haar woestijnrozen. Ook groeien er onder andere Boswelia (B. dioscoridis, B. elongata en B. popoviana), Dendrosicyos socotranus, Dracaena cinnabari, Caralluma socotrana, Cissus hamaderoensis, Corchorus erodioides, Dorstenia gigas, Ficus vasta en Punica protopunica. Veel plantensoorten staan onder druk door overbegrazing.
Bij het plateau ligt de Wadi Kalysan, het grootste zoetwaterbekken van het eiland.
Vanaf het westelijkere Homhilplateau kunnen de Dahaisigrot en de Hoqgrot worden bereikt, waar archeologische vondsten zijn gedaan.